# Kristdala landskommun
Kristdala landskommun var en tidigare kommun i Kalmar län.

## Administrativ historik
Den 1 januari 1863 började kommunalförordningarna gälla och då inrättades cirka 2 500 kommuner (städer, köpingar och landskommuner), tillsammans täckande hela landets yta.
I Kristdala socken i Tunaläns härad i Småland inrättades då denna kommun.
Den påverkades inte av den landsomfattande kommunreformen 1952. Kristdala kom att ingå i Oskarshamns kommunblock, där sammanläggningen genomfördes 1967 till Oskarshamns stad som senare 1971 ombildades till Oskarshamns kommun.
Kommunkoden 1952-1966 var 0814.

### Kyrklig tillhörighet
I kyrkligt hänseende tillhörde kommunen Kristdala församling.

## Geografi
Kristdala landskommun omfattade den 1 januari 1952 en areal av 238,10 km², varav 221,60 km² land.

### Tätorter i kommunen 1960
I Kristdala landskommun fanns tätorten Kristdala, som hade 1 193 invånare den 1 november 1960. Tätortsgraden i kommunen var då 46,7 procent.

## Politik

### Mandatfördelning i valen 1938–1962
| 8 | 17 |

| 25 |

| 9 | 8 | 8 |

| 25 |

| 9 | 9 | 2 | 5 |

| 24 |

| 9 | 8 | 3 | 5 |

| 24 |

| 9 | 6 | 3 | 7 |

| 22 |

| 9 | 7 | 2 | 7 |

| 22 |

| 9 | 7 | 2 | 7 |

| 23 |